# King Arthur’s Round Table (Cumbria)

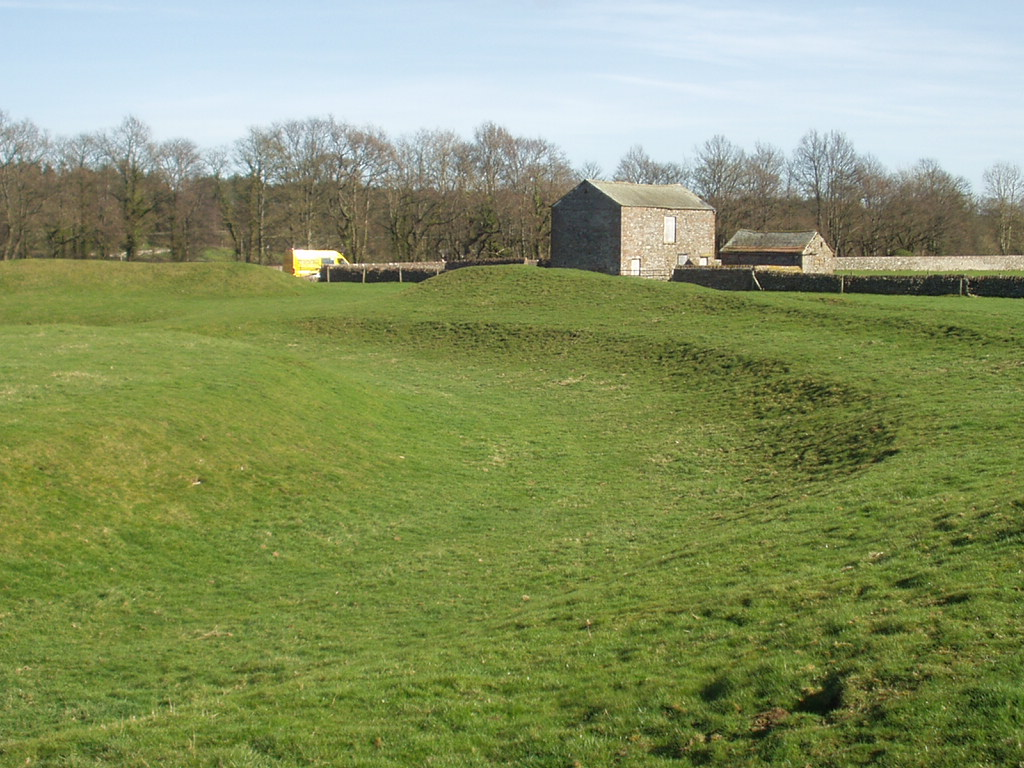
King Arthur’s Round Table

King Arthur’s Round Table (deutsch: König Artus’ Tafelrunde) ist ein neolithisches oder bronzezeitliches Henge bei Eamont Bridge südlich von Penrith, in Cumbria (England).

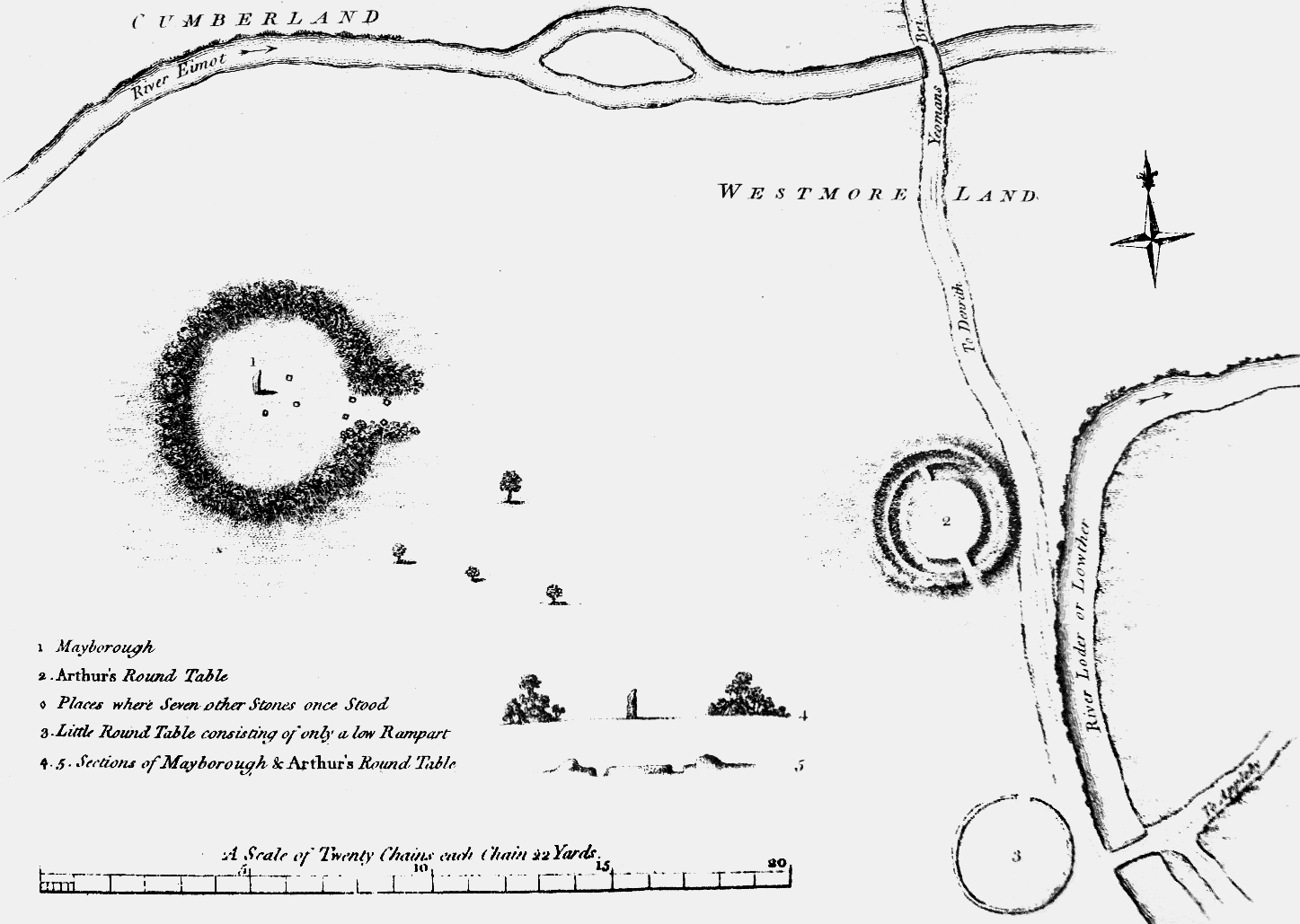
King Arthur’s Round Table rechts, darunter der zerstörte Little Round Table und links Mayburgh; Skizze von 1769

König Artus’ Tafelrunde ist eine durch den Straßenbau beschädigte Kreisgrabenanlage von ursprünglich etwa 90 m Durchmesser bestehend aus einem zentralen erhöhten Bereich von etwa 24 m Durchmesser, von dem aus sich nach Südosten ein durchlaufender 3,5 m breiter Damm erstreckt. Er durchläuft einen Graben mit einer Breite von 12 bis 16 m und einer Tiefe von etwa 1,5 m, und über eine Berme von sieben Metern Breite. Danach bildet er den 7,5 m breiten Zugang durch den 10 bis 12 m breiten Wall. Der Wall hat eine Höhe von maximale 1,7 m, und an der tiefsten Stelle noch etwas mehr als einen halben Meter. Der östliche und nördliche Teil des Denkmals ist beim Straßenbau verloren gegangen, diese Zerstörung betrifft auch den Nordeingang der ähnlich dem erhaltenen gewesen sein wird.
Das Denkmal ist das zentrale unter drei Henges, die in einem Dreieck, das sich westlich der Flüsse Lowther und Eamont erstreckt liegen. Das Henge im Süden (der Little Round Table) wurde zerstört. Das 117 m messende Henge von Mayburgh, liegt ein paar hundert Meter entfernt im Westen. Des Weiteren liegt in der Nähe auch der Hill of Skulls.

## Kontext
Geoffrey Ashe  identifizierte weitere Plätze mit dem Namen Artus’ Tisch.
- Bwrdd Arthur (Artus’ Tisch) auf Anglesey ist ein Hillfort.
- Bwrdd Arthur in Clwyd ist ein Cairn (Cader Bronwen) auf einem Hügel,
- das Amphitheater in Caerleon;
- ein Erdwerk auf Stirling Castle.
- Bwrdd Arthur bei Wrexham in Wales ist ein Cairn.

In einer Geschichte der englischen Feldnamen notiert John Field weitere runde Tische.